# 松田雅文
松田 雅文（まつだ まさふみ、1950年10月22日 - ）は、福岡県出身の元ボートレーサー。

## 来歴
1971年にデビューし、コースを問わぬ自在型であったが、八尋信夫に継いで「博多ん大将」「博多天皇」との愛称で呼ばれるほど、ホームプールの福岡では圧倒的な強さを誇った。1989年に当地で行われた第35回モーターボート記念で黒明良光と野中和夫を破ってSG初制覇を決めるが、GIの周年記念競走ではなかなか勝てず、43歳になった1994年の41周年で勝った。
1991年の第6回賞金王決定戦（平和島）では関東初の賞金王で4周から3周になった優勝戦に進出し、連勝で勝ち上がった新井敏司に初SGの期待が掛かる中、松田はパワー不足で人気を落としていた。レースは段々畑のようなスリットから新井が捲りに行こうとするが、内の高山秀則が握った分大きく流れ、林貢のターンが流れたところを、2コースから2号艇で出走した松田が差し切り勝ち。松田はSG2勝目と同時に初の賞金王となり、2連単は2-1の決まり手で30倍を超える大穴、7000円を超える配当を記録。
1997年前期には82勝を記録し、2019年後期に地元の後輩篠崎元志が83勝で追い抜くまで22年間も破られなかった 。1998年には1月7日の一般戦「新春開運特選レース」、7月7日の一般「山笠特選レース」、8月18日の一般「お盆特選レース」を優勝。お盆特選が最後の優勝となり、1999年10月26日の芦屋GI「モーターボート大賞競走」初日9Rで通算1996勝目（1号艇1コースから逃げ切り）を挙げ、翌27日の2日目10Rが最後の出走となった。2000年引退。
約29年のボートレーサー時代での実績は記念優勝およびGIIIが4回、SG・GI/GIIが各2度ずつ、一般戦での回数は70回など、通算優勝回数は80回の記録保持者である。
引退後は解説者となり、西日本スポーツにて「松田雅文の気分は7号艇」を執筆している。
2007年、ボートレースの殿堂入りを果たした。

## 獲得タイトル
※太字はSGレース
- 1988年 - 桐生開設32周年記念競走
- 1989年 - 第35回モーターボート記念競走（福岡）
- 1991年 - 第6回賞金王決定戦競走（平和島）
- 1994年 - 福岡開設41周年記念競走